# トランスアエロ航空
トランスアエロ航空 (ロシア語: Авиакомпания Трансаэро; 英語: Transaero Airlines)は、かつて存在したロシアの航空会社である。

## 歴史
当初、トランスアエロ航空はアエロフロートからのリース機材でチャーター便のみを運航する会社であった。しかし、1990年12月28日に株式会社となり、ロシアでアエロフロート以外で初めて定期便の運航を認可された。初のチャーター便は 1991年11月5日のモスクワからイスラエル・テルアビブへのフライトであった。1992年7月には、イリューシンIl-86を受領した。また、1993年1月にはモスクワ・ノリリスク間の定期路線をアエロフロート以外で初めて開設し、同年にキエフ・ソチ・アルマトイへの路線も開設した。初のCIS（CIS）域外への国際線はモスクワからテルアビブへの路線で、1993年11月に開設された。
1995年にロシアで初めてマイレージサービスを導入し、1997年にはFAAの整備認証を受けた。
1998年12月、モスクワからロンドンへの路線を週1便で開設。
2005年7月11日、ロシアで初めてボーイング747をモスクワからテルアビブへの路線開設と同時に導入すると発表した。この機体は元ヴァージン・アトランティック航空のボーイング747-200がリースされたものである。
2005年5月、モスクワからモントリオールへのカナダ初乗り入れとなる路線を開設した。2006年には、モスクワからトロントへの直行便を開設している。
2007年6月の日露航空交渉により東京/成田への週2便の就航が認められ、2008年4月24日より、サンクトペテルブルクから成田空港へ週2便就航したが、同年10月28日より運休している。2010年5月27日から直行便の運航が夏季限定で再開されたが、再び運休となっている。2012年6月21日から週1便で運航再開。更に2013年5月25日からモスクワ/ドモジェドヴォ - 東京/成田線に週1便で就航開始した。成田発着枠は保持していてサンクトペテルブルク線とモスクワ（ドモジェドボォ）線を夏期を中心に運航していた。2010年には待望のアメリカ路線であるニューヨークへの乗り入れを開始。
2015年5月、新塗装を導入。初号機となるボーイング737-800がボーイングから引き渡された。
2015年9月1日、トランスアエロ航空はロシア政府の提案により、アエロフロート・ロシア航空に売却されることが決まったと発表。アエロフロート航空も2015年9月3日、9月1日に開催した取締役会で、トランスアエロ航空の株式75％を1ルーブルで取得すると発表。ロシア連邦政府はイーゴリ・シュワロフ第一副首相をトップに民間航空分野でロシア発の世界最大の航空会社を作る目標を設定し、アエロフロート・グループによるトランスアエロ航空の買収を承認。アエロフロートはこの買収手続きを1年ほどで行う方針で、トランスアエロ航空のリストラを進めるための検討グループも設置した。9月28日には、モスクワの拠点をドモジェドヴォ空港からヴヌーコヴォ国際空港へ移すと発表している。
2015年10月2日、トランスアエロ航空は航空券の販売を停止し、2015年12月15日まではアエロフロート航空の支援を受けつつ運航を続けると発表した。しかし、期限までにトランスアエロ航空の株主側が提案を出さなかったため、アエロフロート航空は買収交渉の期限を延長しないことを明らかにした。
これに伴い、トランスアエロ航空は経営破綻、10月25日、ロシア当局による許可停止を受けてすべての運航を停止した。負債総額は約2,500億ルーブル。主要機材・路線・人材はアエロフロートの子会社であるロシア航空に移管された。

## 保有機材
機材は1993年4月にボーイング737-200の導入により、ロシアで初めて西側の機材を導入した会社となった。以降1994年4月にはボーイング757-200、1998年にはボーイング737-700、2002年にはボーイング767-200とボーイング737-300、2003年にはボーイング767-300とボーイング737-400、2005年にはボーイング747-200、ツポレフTu-214-300、2010年にはボーイング747-400と多種機材の導入を発表しているがそのほとんどが中古のリース機材である。このような機材構成とロシアの国情もあって地上待機の機体もあり、実運用でどれだけの機体が稼働しているかは把握が難しくもある。

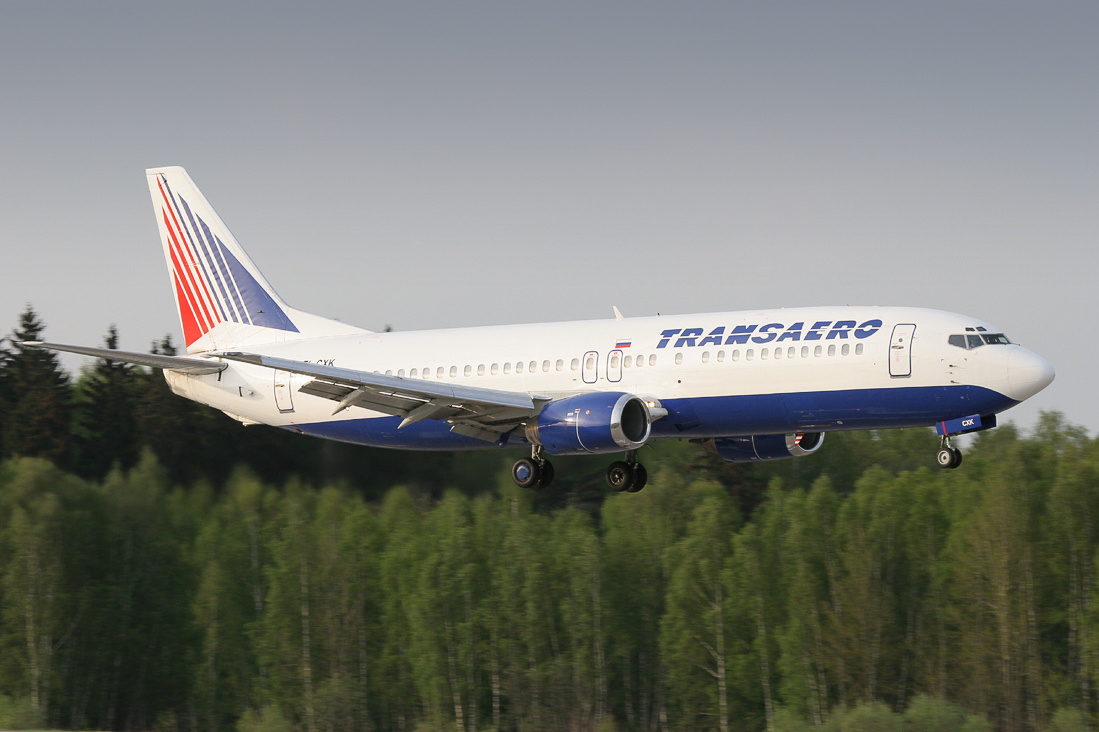
トランスアエロ航空ボーイング737-400型機

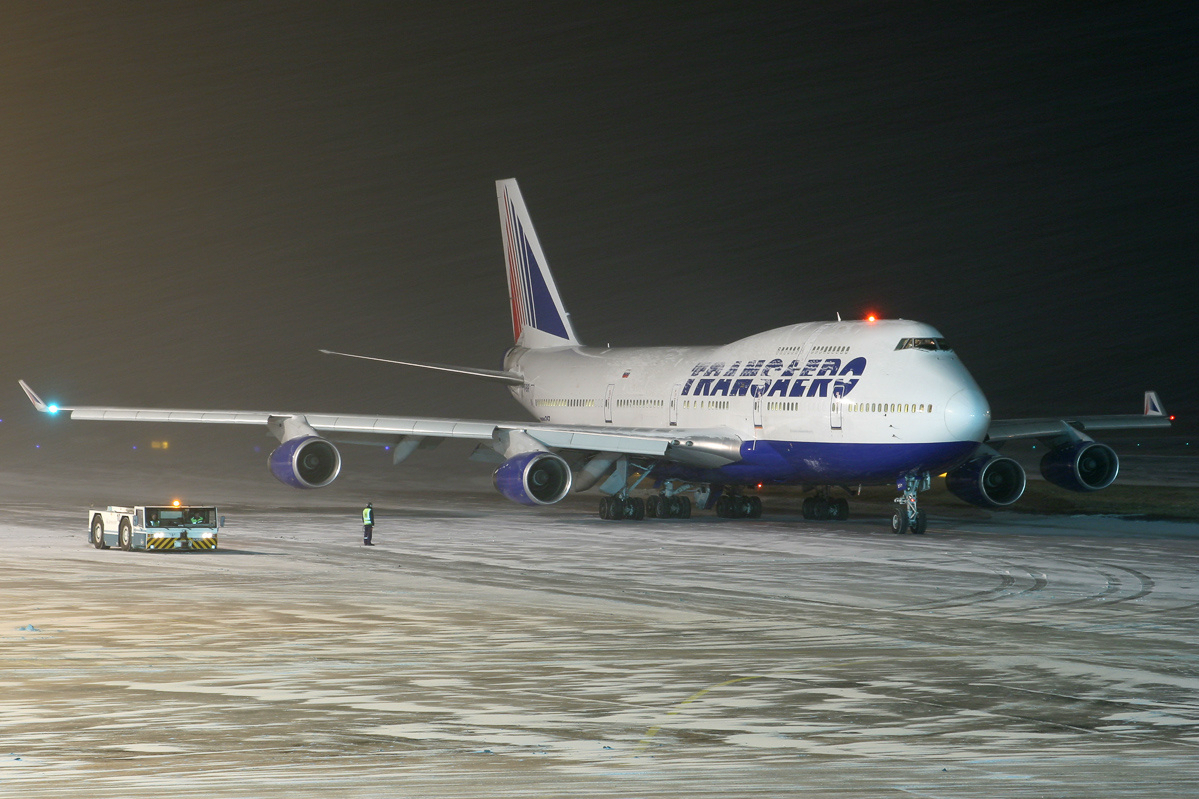
トランスアエロ航空ボーイング747-400型機

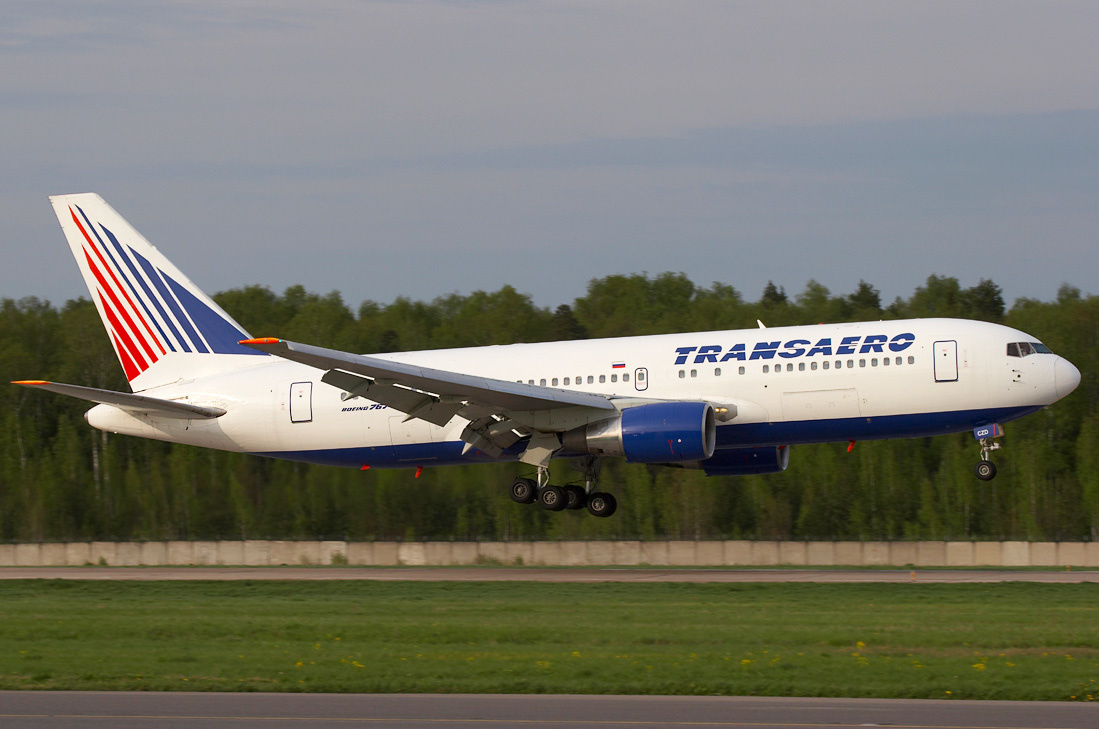
トランスアエロ航空ボーイング767-200ER型機

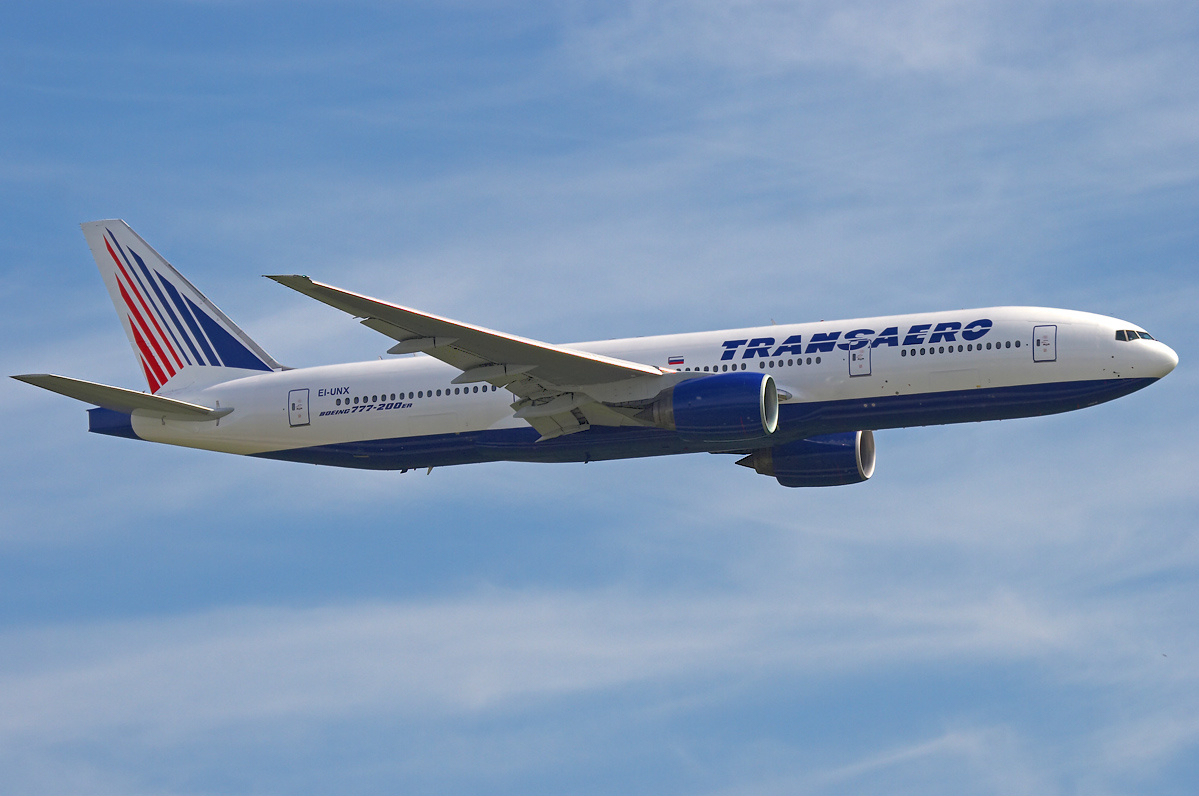
トランスアエロ航空ボーイング777-200ER型機

2014年1月時点で以下の機材を所有している。
| 機種                | 機数 | 座席数                                                                                          | 特記事項 |
| ------------------- | ---- | ----------------------------------------------------------------------------------------------- | --- |
| ボーイング737-300   | 4    | 122 (C8/PY42/Y72)                                                                               | EI-CXRはC56席のみ |
| ボーイング737-400   | 5    | 140 (C8/PY60/Y72)                                                                               | |
| ボーイング737-500   | 14   | 101 (C8/PY42/Y51)                                                                               | EI-UNGはWL(ウイングレット)装着機 EI-UNHはF18C8Y30の56席配置 |
| ボーイング737-700   | 7    | 128 (C8/Y120)                                                                                   | |
| ボーイング737-800   | 15   | 158 (C8/PY54/Y96) 154 (C16/Y138) 144 (F4/C8/Y132)                                               | |
| ボーイング747-400   | 20   | 522 (C12/Y510) 461 (F10/C12/Y439) 447 (F12/C26/Y409) 375 (F12/C50/Y313) 352 (F11/C21/PY35/Y285) | 元南アフリカ航空・日本航空・シンガポール航空機材 座席配置は旧所属別で分別。なお、EI-XLO機は元9V-SPQでありシンガポール航空747フェアウェルフライトに充当された機体でもある。 アムールトラを機首に描いた特別塗装機も存在する。 |
| ボーイング767-200ER | 2    | 230 (C16/Y214) 221 (C12/Y209)                                                                   | 元USエアウェイズ・LANチリ機 |
| ボーイング767-300ER | 12   | 249-202 (C12-26/PY98-117/Y92-106)                                                               | 世界主要会社からの中古機。アエロフロートからの機材も存在。 多様な座席配置 |
| ボーイング777-200ER | 8    | 323 (C30/W176/Y117) 306 (F12/C14/PY167/Y113)                                                    | 元ユナイテッド航空・シンガポール航空機材。 同機の初期ロットが多数。最初の2機は非ER型 |
| ボーイング777-300   | 5    | 373 (F4/C14/W133/Y222)                                                                          | 元シンガポール航空機 |
| ツポレフTu-214      | 3    | 182 (C8/Y174)                                                                                   | 7機納入残 |
| ツポレフTu-204C     | 2    | 貨物機                                                                                          | |

### 発注していた機材
- エアバスA320neo - 8機
- エアバスA321-200 - 8機
- エアバスA330ceo - 8機
- エアバスA330neo - 12機
- エアバスA380-800 - 4機（652席予定）
- ボーイング747-8IC - 4機（460席予定）。うち完成済みの2機はアメリカ空軍が購入し、米国大統領専用機に転用される[13]。
- ボーイング787 - 4機[14][15]（3クラス262席予定）

A380と747-8ICは747の代替予定。2015年にロシア経済の景気後退からくる需要低下により受領延期。787は767の代替を目的として導入される予定で、2012年4月9日に確定発注が決まった。いずれも破綻に伴い導入されることはなかった。

その他にもロシア機材としてスホーイSSJ100やイルクート MS-21の導入も計画されていた。

### 以前保有していた機材

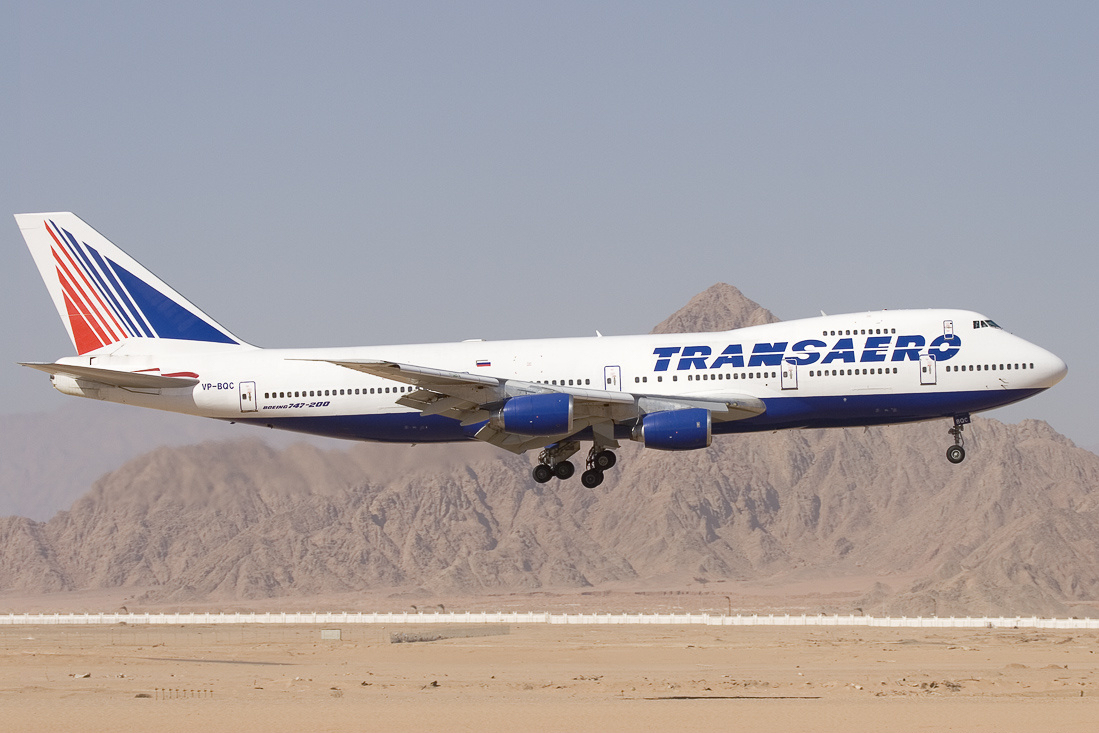
トランスアエロ航空ボーイング747-200型機

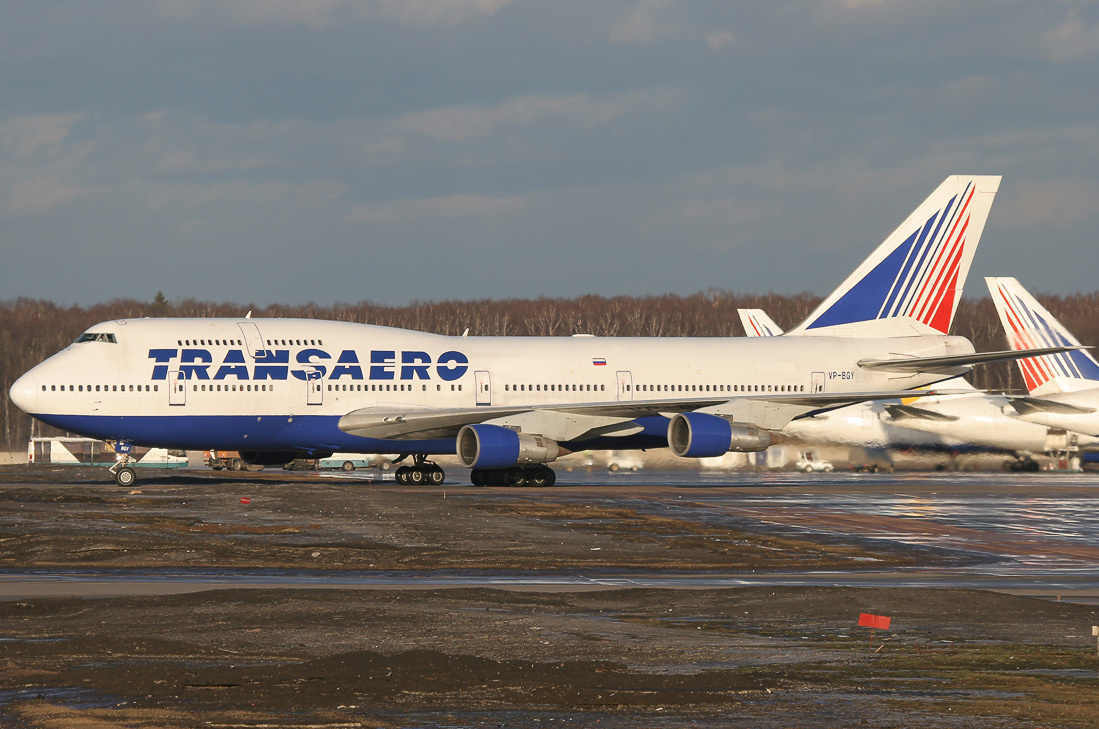
トランスアエロ航空ボーイング747-300型機

- エアバスA310
- ボーイング737-200
- ボーイング747-200
- ボーイング747-300
- ボーイング757-200
- マクダネル・ダグラス DC-10

## 定期便就航地

### 国内線
- アナディリ - ウゴリヌイ空港
- イルクーツク - イルクーツク国際空港
- モスクワ - ドモジェドヴォ空港（ハブ空港）
- ノヴォシビルスク - トルマチョーヴォ空港
- サンクトペテルブルク - プルコヴォ空港
- エカテリンブルク - コルツォヴォ国際空港
- ペトロパブロフスク・カムチャツキー - エリゾヴォ空港
- ユジノサハリンスク - ユジノサハリンスク空港

### 国際線(主要就航地)

#### アジア
- ドバイ - ドバイ国際空港（2013年9月20日から就航開始予定 [17]）
- アブダビ - アブダビ国際空港
- アルマトイ - アルマトイ国際空港
- クアラルンプール - クアラルンプール国際空港
- 広州 - 広州白雲国際空港
- 上海 - 上海浦東国際空港
- シンガポール - シンガポール・チャンギ国際空港
- 台北 - 台湾桃園国際空港
- タシュケント - タシュケント国際空港
- テルアビブ - ベン・グリオン国際空港
- デンパサール - ングラライ国際空港
- バンコク - スワンナプーム国際空港
- 東京 - 成田国際空港

#### アメリカ大陸
- トロント - トロント・ピアソン国際空港
- ニューヨーク - ジョン・F・ケネディ国際空港
- マイアミ - マイアミ国際空港
- ロサンゼルス　-ロサンゼルス国際空港
- アンカレジ - アンカレジ国際空港

#### ヨーロッパ
- ウィーン - シュベヒャート空港
- バルセロナ - エル・プラット国際空港
- フランクフルト - フランクフルト空港
- ベルリン - テーゲル国際空港
- ロンドン - ヒースロー空港